# Omar Zaroual
Omar Zaroual (Metalsa, 22 maart 1982) is een Nederlands-Marokkaans voormalig voetballer. De aanvaller speelde voor Sparta Rotterdam.
Zaroual debuteerde voor Sparta Rotterdam op 29 november 2002, in de met 2-4 verloren thuiswedstrijd tegen TOP Oss, hij kwam in de 46e minuut in het veld. Een week later mocht hij in de 70e minuut invallen in de thuiswedstrijd tegen Helmond Sport. Het zou bij deze twee wedstrijden voor Sparta blijven.
Hij was later als trainer actief in het (jeugd-)amateurvoetbal.